# Ilhéu Grande (Kap Verde)
Ilhéu Grande ist eine Insel der Ilhéus do Rombo, einer Inselgruppe im Südwesten der Kapverdischen Inseln.

## Geographie
Das flache, nahezu vegetationslose Inselchen ist mit etwa 3 km² Landfläche noch die größte Insel der Ilhéus do Rombo. Diese Inselgruppe liegt rund 6 km nordöstlich der Insel Brava. Vier Kilometer östlich von Grande befindet sich Ilhéu de Cima, die östlichste Insel der Ilhéus do Rombo.
Ilhéu Grande ist, wie seine Nachbarinseln, felsig und unbewohnt.